# Ču Si
Ču Si, občas Si Ču (čínsky pchin-jinem Zhū Xī, znaky 朱熹, 18. října 1130 – 23. dubna 1200), byl čínský filosof, jehož neokonfuciánské učení se stalo oficiální ortodoxní ideologií a bylo ve středověku velmi rozšířeno nejen v Číně, ale i v Koreji, v Japonsku a v dalších zemích východní Asie. Často je označován za druhého nejdůležitějšího konfuciánského myslitele po Konfuciovi samotném.[zdroj?]

## Život
Narodil se v dnešní provincii Fu-ťien na jihovýchodě Číny. Jeho otec byl šerifem, avšak poté, co oponoval vládní politice usmiřování s Džürčeny, byl roku 1140 ze svého úřadu odvolán. Od té doby byl otec Čuovým hlavním učitelem. Tradice dochovala mnoho anekdot ukazujících, že Ču byl předčasně vyspělým dítětem. V mládí ho podle všeho ovlivnilo zejména učení Konfuciova žáka Mencia, zejména jeho plánem na to, "aby se všichni lidé stali mudrci". Po smrti svého otce v roce 1143 studoval Ču u otcových přátel a také měl podle některých zdrojů podstoupit zenbuddhistické školení u jednoho mnicha z chrámu Kchaj-šan. V devatenácti letech, roku 1148, složil císařskou úřednickou zkoušku, jež byla základní podmínkou vstupu do státní správy a mezi čínskou elitu vůbec. Takto časné složení zkoušky bylo mimořádné, průměrný věk jejího složení byl 35 let. Zkoušku navíc složil na nejvyšší stupeň jinši.
Stal se skutečně úředníkem, byl matrikářem v Tonganu, ale dále pokračoval ve studiu, a to u Li Tchunga, který rozvíjel neokonfuciánskou tradici Čcheng Chaa a Čcheng Ia, kteří v 11. století vytvořili nový metafyzický systém, aby konkuroval buddhistické a taoistické filozofii a znovu získal konfuciánství intelektuální prestiž. Teprve Li Tchungův vliv Ču Siho definitivně odklonil od koketérie s buddhismem a taoismem a udělal z něj přesvědčeného konfuciánce.
V roce 1158 ve funkci matrikáře skončil a dlouho odmítal další funkce přijmout, znechucen politickými čachry a frakcionářstvím na čínském dvoře. Dalším důvodem bylo, že ho intelektuální život lákal mnohem více, hodně v té době diskutoval s jinými filozofy, slavnou se stala například veřejná debata s Lu Ťiou-jüanem roku 1175, v níž podle svědectví současníků oba filozofové předvedli vynikající výkon a nikdo nebyl považován za vítěze. V této a jiných podobných debatách Ču Si především hájil hodnotu studia a vzdělanosti proti těm, kdo hlásali, že stačí spravedlivé nitro jedince. Vyzdvihoval též studium historie jako nezbytné pro pochopení společenských procesů a správného způsobu vlády. Zdůrazňoval rovněž roli Mencia, jehož dědictví bylo v konfucianismu podle něj nesprávně upozaděno. K jeho nejslavnějším textům z této doby ostatně také patří právě komentář k Menciovi vydaný roku 1177. Psal v té době i prózu a verše.
Další vládní pověření přijal až v roce 1179, kdy byl jmenován prefektem vojenského okruhu Nan-kchang. Využil své funkce k tomu, aby obnovil Akademii bílého jelena, jednu ze čtyř nejvýznamnějších vzdělávacích institucí staré Číny, která vznikla v 9. století, později zanikla a po Ču Siho znovuvzkříšení se stala základnou neokonfucianismu po příštích osm století. V roce 1182 byl však Ču Si degradován, když zaútočil na nekompetentnost a korupci některých vlivných úředníků. Po propuštění byl navíc obviněn z mnoha trestných činů a byl podán návrh i na jeho popravu. Jeho hlavním protivníkem byl vlivný předseda vlády Chan Tchuo-čou. Život si Ču zachránil, ale stigma nepohodlného ho provázelo až do konce života a postihlo i jeho filozofii. Teprve smrt Chan Tchuo-čoua roku 1207, sedm let po smrti Ču Siho, vyňala Čuovo učení z klatby. Začali ho rozvíjet Čen Te-siou a Wej Liao-weng, kteří mu nakonec vybojovali pozici nejvlivnějšího čínského filozofického proudu. Roku 1208 císař Ning-cung Ču Siho oficiálně rehabilitoval a poctil ho posmrtným jménem Wen Kung, které by šlo přeložit jako "ctihodný muž kultury". V roce 1228 ho císař Li-cung uvedl posmrtně do šlechtického stavu. V roce 1241 byl prohlášen konfuciánským svatým. Posléze se z jeho učení dokonce stala konfuciánská ortodoxie, tvrdě vyžadovaná a chráněná státní mocí, což trvalo až do 19. století. Velký vliv si jeho učení získalo i v Koreji a Japonsku. Dnes je uctíván jako jeden z „dvanácti filozofů“ (十二 哲) konfucianismu.

## Dílo a učení
Ču Si rozvinul Chan Jüovy názory a byl představitelem neokonfuciánské školy vzniklé za dynastie Sung, završitel neokonfuciánské scholastiky (jakýsi čínský Tomáš Akvinský nebo al-Gazzálí). Do konfuciánství začlenil buddhistické a taoistické představy, vytvářel komentáře ke konfuciánským klasickým spisům a dal jim metafyzický a filosofický základ.
Napsal více než 70 prací, založil více než 50 soukromých vyšších škol a sám pro ně vyškolil několik tisíc učitelů.
Na rozdíl od původního neokonfucianismu se nesoustředil pouze na Knihu proměn. Spolu se svými žáky sepsal obsáhlé komentáře ke čtyřem knihám, které jsou součástí devíti klasických knih konfucianismu, a které v Číně sloužily jako základní text pro úřednické zkoušky až do roku 1905.
Klíčovým jádrem jeho učení je jeho metafyzika založená na dualitě principů li a čchi. Za prvotní považoval ideální princip li, za druhotný materiální princip čchi. Ideální substance li nemá formu, ani kvalitu, je nedostupná smyslovému vnímání. Lze jí chápat jako duši, ale někteří překladatelé volí i pojmy mysl nebo dokonce rozum, zákon rozumu, řád (jsou zde souvislosti s řeckým logos). Z ideálního principu li vyplývá vrozená povaha člověka. Čchi se také někdy překládá jako vitální síla, má souvislost s tělesností a pudovostí. Li podle Ču Siho pramení v Tchaj-ťi, což bývá překládáno jako Nejvyšší Absolutno. Zdroj síly čchi Ču Si nikdy nedefinoval, takže učenci vedou spory o to, zda byl metafyzickým monistou, nebo metafyzickým dualistou. Nejen každý člověk, ale i každý fyzický objekt má dle Ču Siho jak li, tak čchi. Li podle něj existovalo ještě před nebem a zemí. Mnoho autorů upozornilo na to, že Ču Siho dialektika li a čchi se velmi podobá některým buddhistickým koncepcím, ale sám Ču Si vehementně popíral, že by byl buddhismem inspirován (buddhistické principy podle Ču Siho "zatemňují a klamou mysl" a "ničí mezilidské vztahy"). Stejně tak zdůrazňoval, že Tchaj-ťi nelze ztotožnit s taoistickým tao. Zatímco tao je totiž tiché, rovnovážné a snažící se pohltit vše do neexistence, Tchaj-ťi je podle Ču Siho dynamická síla, která stále tvoří nové věci. V procesu ustavičného přetahování dvou principů li a čchi, a v procesu střídání pohybu a pokoje (jinu a jangu), vzniká podle Ču Siho pět praprvků bytí: voda, oheň, dřevo, kov a zem.
Filozofie li a čchi má též značné důsledky pro etiku. Každý člověk má k dispozici perfektní a čisté li, soudí Ču Si. Každý člověk je proto schopen jednat v dokonalém souladu s morálkou. Avšak každý má také čchi, které je příčinou nemorálních činů. Čchi zakrývá naši dokonalou morální podstatu. Úkolem sebekultivace tedy musí být především práce s čchi - jeho očištění, zjemnění a ovládnutí.
Základem společenského života musí být podle Ču Siho přísné dodržování etických a politických zásad konfuciánství.
Zdůrazňoval roli meditace (ťing cuo) jako cesty k sebekultivaci. Tím učinil konfuciánství znovu přitažlivým pro ty, co hledali duchovní cestu, a kteří před Ču Sim stále více inklinovali k taoismu a buddhismu, neboť z konfuciánství se stala spíše státní ideologie. Ču Siho meditace nevyžaduje zastavení veškerého myšlení jako v některých formách buddhismu. Spíše by ji šlo označit za tichou introspekci, která pomáhá vyvážit různé aspekty osobnosti meditujícího a umožňuje soustředěné myšlení. Za typicky konfuciánské se pak považuje, že Ču Siho meditace se začasto zaměřuje na morální otázky.
Předmětem rozsáhlých debat je Ču Siho zásada ke-wu č'-č' (格物致知). Překlad by mohl znít "vyšetřování věcí". Člověk by měl intenzivně studovat knihy i pozorovat jevy kolem sebe, aby v nich objevil zákony a morální pravidla. Na to, jak "vyšetřování" má přesně probíhat, však existují různé názory.
V otázce náboženství a Nebe byl Ču Si zdrženlivý. Obvykle se uvádí, že podpořil agnostickou tendenci konfucianismu. Nejasné je především, proč odmítl ztotožnit tradiční čínský pojem Nebe (Tchien) se svým pojmem Tchaj-ťi. O Tchaj-ťi tvrdil, že jde o racionální, inteligentní, uspořádanou vůli za vesmírem, o Nebi však prohlásil, že nemá vlastní mysl a "jen plodí věci". Nepoužíval ani pojem Bůh, který čínština také znala. Nepropagoval uctívání duchů a obětování obrazům. Podle všeho nevěřil v nesmrtelnost duše a posmrtný život. Ačkoli praktikoval některé formy uctívání předků, nesouhlasil s tím, že duše předků někde existují. Říkal, že uctívání předků je jen formou vzpomínky a vděčnosti.